# Sylviův kanálek

Řez lidským středním mozkem na úrovni colliculus superior, dutinka uvnitř reprezentuje Sylviův kanálek

Mozkové komory: Modré párové laloky jsou I. a II. komora, červeně je vyznačena III. mozková komora a pod ní se nachází opět modrý Sylviův kanálek a IV. mozková komora. (Obrázek se po otevření otáčí.)

Sylviův kanálek (aqueductus Sylvii podle F. Sylvia, též však aqueductus mesencephali), někdy Sylviův mokovod, je kanálkovitá dutina uvnitř mozku spojující třetí a čtvrtou mozkovou komoru. U nižších obratlovců se namísto Sylviova kanálku vyskytuje další komora (lokalizovaná uvnitř středního mozku), u amniotických obratlovců (plazi, ptáci, savci) je tato komora vyvinuta v pravém slova smyslu jen během zárodečného vývoje a záhy z ní vzniká jen úzký kanálek. Tento kanálek poprvé popsal již v roce 1542 Andreas Vesalius, ale poznatky o něm jsou o něm paradoxně poměrně kusé.
Sylviovým kanálkem za normálních okolností na základě rozdílu tlaků protéká mozkomíšní mok, a to rychlostí několik ml/min (normální jsou i hodnoty pod 18 ml/min). Ucpání Sylviova kanálku mnohdy způsobuje tzv. hydrocephalus, život ohrožující stav, při němž se hromadí mozkomíšní mok v mozkových komorách.